# Genicanthus lamarck
Genicanthus lamarck е вид лъчеперка от семейство Pomacanthidae.

## Разпространение
Видът е разпространен в Австралия, Вануату, Виетнам, Индонезия, Камбоджа, Малайзия, Папуа Нова Гвинея, Провинции в КНР, Сингапур, Соломонови острови, Тайван, Тайланд, Филипини и Япония.